# 2017 en Égypte
Chronologie de l'Égypte
- 2013
- 2014
- 2015
- 2016
- 2017
- 2018
- 2019
- 2020
- 2021

Cet article présente les faits marquants de l'année 2017 en Égypte.

## Évènements
- 2 avril : en Égypte, la marque NRJ organise une soirée d'inauguration au Caire pour le lancement de la nouvelle station de radio NRJ Égypte[1].
- 9 avril : attentats contre des églises à Tanta et Alexandrie.
- 26 mai : attentat contre des pèlerins en Égypte.
- 11 août : une collision entre deux trains fait au moins 37 morts près d'Alexandrie[2].
- 2 novembre : la mission franco-égyptienne Scanpyramids annonce avoir découvert une cavité dans la pyramide de Khéops.
- 24 novembre : attentat de la mosquée de Bir al-Abed.
- 29 décembre : l'attaque d’une église au sud du Caire (Égypte) fait au moins 9 morts[3] ;